# Overland 13
Overland 13 è la tredicesima spedizione geografica della serie Overland iniziata il 20 luglio 2010 e terminata il 28 ottobre 2010 a Shanghai (Expo) dopo 20.000 km e 100 giorni di viaggio. Il viaggio ha attraversato 11 Paesi tra Asia ed Europa: Italia, Slovenia, Croazia, Bosnia ed Erzegovina, Serbia, Ungheria, Slovacchia, Ucraina, Russia, Kazakistan e Cina con mezzi elettrici. I mezzi sono 4 Piaggio Porter elettrici a guida autonoma e 6 mezzi di supporto (4 camper, 2 camion per la custodia notturna dei Porter e 1 carro attrezzi con un generatore diesel).

## La differenza significativa
Overland 13 è caratterizzata da un particolare diverso dalle altre spedizioni: i protagonisti non sono i 4 Iveco 330-30 ANW 6x6 arancioni o altri veicoli Iveco ma bensì 4 Piaggio Porter elettrici modificati con i risultati di 15 anni di ricerche della sezione del Vislab dell'Università di Parma che ha collaborato anche in Overland 12 fornendo i medici della spedizione.

## I dettagli tecnici
I 4 Porter sono equipaggiati con: 3 pc, batterie ricaricabili, connessione Internet e satellitare, sensore CO2, GPS, sensore IMU, 1 pannello fotovoltaico, 4 telecamere esterne (due nella parte anteriore e due nella parte posteriore dei veicoli), 3 telecamere dietro al parabrezza per la visione panoramica, 4 laserscanner (3 a singolo fascio e uno, centrale, a 4 fasci laser), sterzo + freno + acceleratore automatici.
Il sistema di percezione e guida autonoma è alimentato da batterie ricaricabili supplementari; un pannello solare installato sul tetto dei porter permette, in buone condizioni atmosferiche, di mantenere la carica di queste batterie. I Porter hanno quasi sempre viaggiato alternativamente per aumentare la distanza percorsa giornalmente. 2 viaggiavano per 50–70 km o fino a batteria scarica, e 2 restano in carica sul carro attrezzi per poi venire scambiati. I 3 pc servono per calcolare i movimenti che il mezzo deve eseguire: le telecamere e i laserscanner inviano informazioni ai pc che le elaborano e ordinano allo sterzo o al freno o all'acceleratore le azioni. La connessione satellitare (e quindi quella Internet) permetteva di avere video e immagini in diretta dai veicoli durante il viaggio.

## Il viaggio e il percorso
Il viaggio è stato impegnativo sia per gli strumenti tecnici sia per le persone che hanno seguito il viaggio.